# Y-ágú-barlang
Az Y-ágú-barlang az egyik olyan mesterséges üreg, amely a Duna–Ipoly Nemzeti Parkban, a Pomázon lévő Holdvilág-árokban található. Nem barlang. Turista útikalauzokban is meg van említve.

## Leírás
A pomázi Holdvilág-árok időszakos vízesésétől D-re 30 méterre, a völgy bal oldali, K-i sziklafalának aljában van az üreg bejárata szürkésfehér amfiból-andezittufában.
A 215 centiméter magas, 175 centiméter széles bejárata nyugat felé néz. A keletre tartó folyosója 6,5 méter után elágazik. Hosszabbik ága a 80°-os irányba, a rövidebbik a 100°-os irányba tart. A hosszabbik, fő ág a bejárattól a végpontjáig 22,1 méter, a rövidebbik, mellék ág az elágazástól a végpontjáig 10 méter – így az üreg teljes hossza 32,1 méter. A folyosók szélessége kis mértékben változik, kiszélesedik, elkeskenyedik, de a végpontok felé mutat szűkülő tendenciát. A főág átlagos szélessége körülbelül 150 centiméter (220 és 130 centiméter szélső értékek között), a mellékág szélessége 120 centiméter (127 és 116 centiméter szélső értékek között), a hozzávetőleg trapéz metszetű folyosók magassága is változó, átlagosan 210 centiméter, de a főágban két helyen, az elágazásnál és a végpont előtt 3 méterrel felmagasodik.
E helyeken a folyosó mennyezetében a járattengelyre merőlegesen félkör formájú síkokat faragtak, így a folyosó ezeken a helyeken 70 centiméterrel magasabb, mint általában. E félkörökben egykor vésett feliratok voltak, köztük egy görög betűs Krisztus monogram. Ma ezek alig kivehetők, mert közelmúltbeli szimbolikus falfirkák takarják a részben retusált felületeket. Falfirkák egyébként a végpont közeli félkör közelében, a bal oldal falán is vannak.
Az Y-ágú-barlangnak gyakran járt turistaút mellett van a könnyen észrevehető bejárata, ezért sok ember látogatja. A látogatók egy része rongálja is az üreget, monogramokat és egyéb szimbolikákat vés bele, vagy festékcsíkokat fröcsköl a falakra, sőt komponált firkákat is készít és szemetel.
Előfordul az üreg az irodalmában Holdvilág-árki-vizesés alatti barlangnyilás (Bertalan, Schőnviszky 1976), Kisszikla barlangja, Y-alakú-barlang, Y alakú barlang (Erdélyi 1971), Y-águ-barlang (Eszterhás 1993), Y-ágú-üreg, Y ágú üreg és Y-barlang neveken is.

## Kialakulás
Az üreg a leírók (Barcza–Thirring 1920, Erdélyi 1971, Eszterhás 1997, Ézsiás 1994, Incze 1990, Kucsera–Rappai 1980, Pápa 1943) szerint emberi tevékenység során alakult ki. De, hogy kik, mikor és miért készítették, arra csak feltevések vannak. Erdélyi, valamint Incze ércbánya tárójának tartja, Kucsera és Rappai szerint gránát szemcséket bányászhattak benne, Schőnviszky László szerint szenet. Ézsiás szintén egykori bánya mivoltát valószínűsíti, Barcza és Thirring szerint is mesterséges.
Eszterhás István meglátása szerint nagyon valószínű, hogy bánya nem lehetett. Járt már jó néhány középkori és későbbi bányában, valamint vájár szakképesítése is van – és ezen ismeretek, összehasonlítások birtokában mondja, hogy a korábbi idők bányászai ilyen szelvényformát nem hajtottak és a csekély mennyiségű hasznos anyag sem indokolja a táró kialakítását, mert akár az ércek, akár a gránát a felszínen nagyobb tömegben és egyszerűbben utolérhetők. Meglátása szerint valamiféle kultikus céllal készülhetett az üreg. Ezt a szelvényforma, a félkörös felületek és az alig észrevehető régi írások is alátámasztani látszanak.

## Kutatástörténet

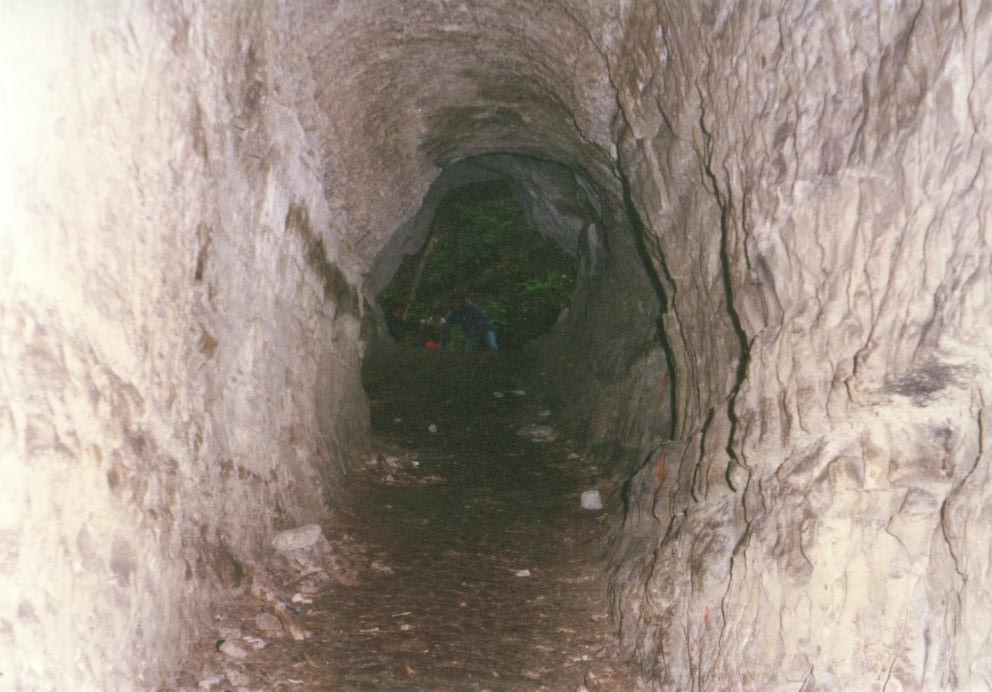
Kilátás az üregből az üreg bejárata felé

Az 1920-ban napvilágot látott, Budapest Duna-jobbparti környéke című kiadványban szó van arról, hogy a Holdvilág-árok katlanában van két olyan barlang, amelyek folyosószerűek, látszólag mesterségesek és kb. 20–25 m hosszúak. Az 1924-ben kiadott, Budapest Duna-jobbparti környéke című könyvben meg van említve, hogy a Holdvilág-árok katlanában van két olyan barlang, amelyek kb. 20–25 m hosszúak, folyosószerűek és látszólag mesterségesek. Az 1926–1927. évi Barlangkutatásban szó van arról, hogy az 1923–1924-ben Tasnádi Kubacska András és Véghelyi Lajos által végzett denevér-megfigyelések során barna hosszúfülű-denevér (Plecotus auritus L.) került elő a Pilisvörösváron lévő Holdvilág-árok mesterségesen kivájt üregéből. Az 1929-ben publikált, Thirring Gusztáv által írt útikönyvben meg van ismételve az 1920-ban kiadott könyv Y-ágú-barlangot bemutató része.
A Turisták Lapja 1931. évi évfolyamában megjelent egy fénykép, amelyen a Holdvilág-árok vízesése látható és a vízesés hátterében egy üregnyílás figyelhető meg. A Turisták Lapja 1937. évi évfolyamában kiadott és Schőnviszky László által írt tanulmányban az olvasható, hogy a Holdvilág-árok vízesése alatt lévő két tárnaszerű nyílás teljesen mesterséges és régen szén után kutattak bennük. Az 1937-ben megjelent és Szeghalmy Gyula által írt könyvben szó van arról, hogy kiváló környékű barlangok vannak a Pomáz és Szentendre feletti Csikóvári-hegyek csoportjában, a Holdvilág-árok amfiteátrumszerű katlanában. Az 1941-ben napvilágot látott Magyar turista lexikonban az van írva, hogy a Holdvilág-ároknak van két, folyosószerű barlangja.
Az 1943. évi Barlangvilágban publikált írás szerint a Holdvilág-árok szakadékában két folyosószerű barlang van. Esőzés idején a víz 15 méteres vízeséssel zuhan alá a Holdvilág-árokba és ilyenkor az egyik barlangból, mely közvetlen a vízesés esésvonalában van, nagyon érdekes a kipillantás a vízfátyolon át. A barlangok állítólag mesterséges vájatok, de ez nem biztos. Lehetséges ugyanis, hogy eredetileg is volt ott természetes barlang, amelyet azután tovább bővítettek. Azért is valószínű ez, mert nem messze ettől a helytől tényleg van barlang, a Weislich-barlang. Az 1948-ban kiadott, Szegő István által írt útikönyv szerint a Holdvilág-árokban felfelé haladva az árok sziklakatlanában (jobb oldalon) két kb. 20 m hosszú, mesterséges barlangfolyosó húzódik. Van egy harmadik barlang is a sziklakatlanban, de ez beomlott és emiatt nem látszik. Kadić Ottokár 1952-es kéziratában meg van említve, hogy a Holdvilág-árok vízesése alatt lévő, tárnaszerű két nyílás mesterséges eredetű. Régen szén után kutattak itt.

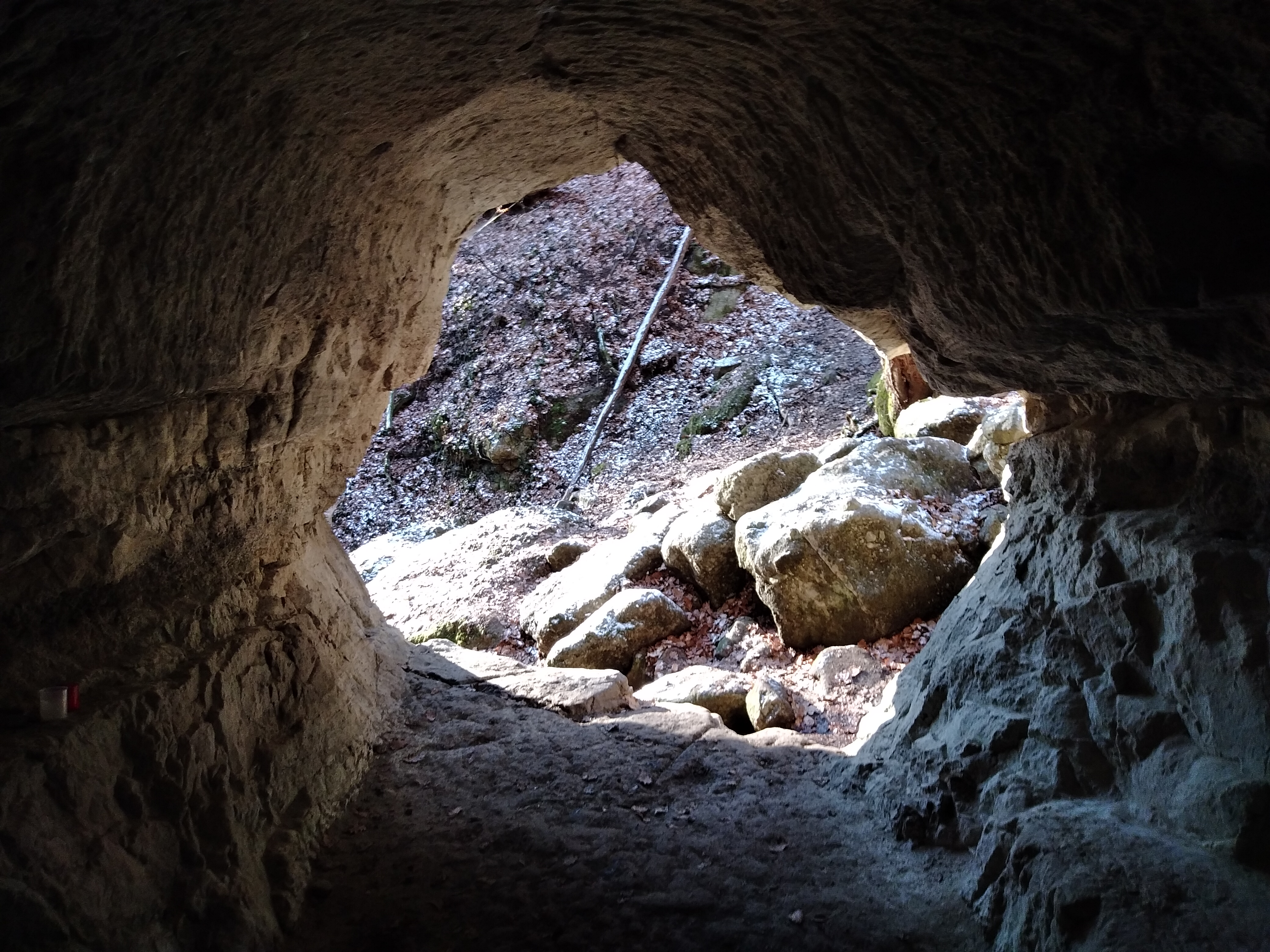
Kilátás az üregből az üreg bejárata felé

Az 1956. évi Természetjárásban Schőnviszky László közölte, hogy az általa írt és 1937-ben megjelent összeállításban a Holdvilág-árok barlangjánál említve van két mesterséges tárna, amelyekben régen minden bizonnyal szenet kerestek. Talán Kun Sándor volt az egyik, aki szenet keresett ebben a két tárnában. (Schőnviszky László szerint a Barra István által írt Tekintetes nemes Pest, Pilis és Solt törvényesen egyesült vármegyéknek természettudományi leírása című könyv (Pest, 1839) 84. oldalán említve van, hogy a Visegrádi-hegység patakjai, pl. a Holdvilág-árok vízfolyása eddig még felfedezetlen, bizonytalan helyről kőszén timsópala darabokat sodornak magukkal. A könyv 86. oldalán közölve lett, hogy Kun Sándort Pomázon utasították arra, hogy nyomozza ki a kőszén lelőhelyét. Kun Sándor eleget tett ennek a kérésnek.) Ha Schőnviszky László 1937-ben nem követte el azt a hibát, hogy mesterséges üreget barlangnak gondoljon, akkor Schőnviszky László 1956-ban sem nézi a természetes eredetű Sas-kövi-barlangot mesterségesen létrehozottnak.
Az 1964-ben kiadott, Geológiai kirándulások Budapest környékén című kiadványban meg van említve, hogy a Holdvilág-árokban lévő, kb. 21 m magas falú egykori kőbánya K-i sarkában található üregek elképzelhető, hogy búvóhelyek, tárnakikezdések. Az 1967-ben napvilágot látott, Pilis útikalauz című könyvben az van írva, hogy a Nagy-Csikóvár oldalába mélyülő Holdvilág-árok vízesése közelében több üreg figyelhető meg. A vízesés alatt nyíló két üreg valószínűleg mesterséges eredetű.

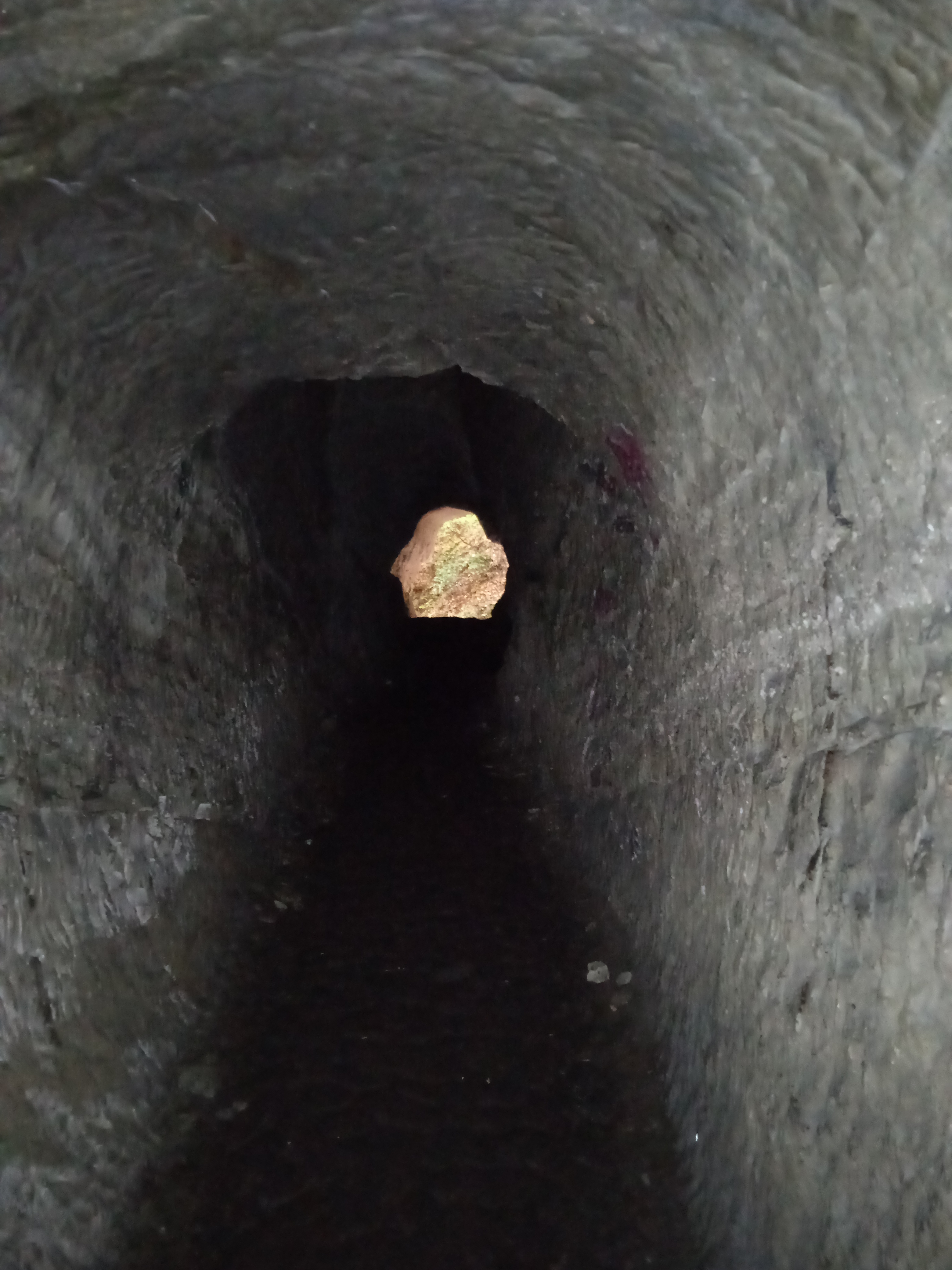
Az üreg bejárata a bal oldali ág végéből fényképezve

Az 1971. évi Archaeologiai Értesítőben lévő, Erdélyi István által írt tanulmányban szó van arról, hogy a Vízesés-alatti-barlang közelében, a Vörös Meteor TE által állított létrától jobbra található egy keskeny táró bejárata. Az üreg belsejében mindenhol megfigyelhetők a vésők sziklafalon lévő nyomai. A „barlang” alaprajza Y-hoz hasonló, ezért lett ennek az üregnek az Y alakú barlang név adva. Erdélyi Istvánék 1963-ban végezték el az üregben a vizsgálati ásatást. A jobb oldali ág kitöltésébe 1 m²-es kutatóárkot mélyítve megállapították, hogy az eredeti sziklaszint 63 cm mélyen van. A törmelékben találtak két durva kőlaptöredéket. A két kőlaptöredéken rovásjelekhez hasonló vésett vonalakat figyeltek meg. Elképzelhető azonban, hogy ezek csak csákánynyomok, a kőlapok pedig a pusztuló sziklafalból estek le. Az üreg bejáratánál a felszínen van a szilárd sziklatalp. Ez a barlang biztos, hogy egy táró, amely egy porlékony réteget követ. A tanulmányban látható az Y alakú barlang alaprajz térképe, hosszmetszet térképe és 8 keresztmetszet térképe (11. kép), amelyeket Virágh Dénes rajzolt.
A Holdvilág-árok tárói valószínűleg fémbányászat nyomai. Magnezitben gazdag tufa volt az az anyag, amely itt bányászva lett minden bizonnyal a korai középkorban. A tufából iszapolással nyerték ki a magnezitet, majd kohósítással dúsították. Valószínűleg a közelben lévő Kovácsin fel is lett dolgozva az anyag. Az 1951-ben végzett vizsgálat szerint a mágnesvastartalom átlagban 2%, de néhány kis kiterjedésű helyen valószínűleg sokkal több. Az analízis kimutatott nyomokban nikkelt is. Részletesen át kellene vizsgálni, valamint össze kellene hasonlítani a telkibányai és a zalatnai emlékekkel a Holdvilág-árok bányászati emlékeit. Bányatörténeti, kohászattörténeti szempontból lenne legfontosabb a Holdvilág-árokban lévő emlékek további kutatása. A kovácsolás, a kohászat a honfoglalás korában és a koraközépkorban a titkokkal övezett mesterségek közé tartozott. Valószínűleg az sem véletlen, hogy ez az emlékcsoport éppen Kurszán, a szent fejedelem nemzetségének birtokán van.
Az 1974-ben kiadott, Pilis útikalauz című könyvben meg van ismételve az 1967-es útikalauz Y-ágú-barlangot említő része. A Bertalan Károly és Schőnviszky László által összeállított, 1976-ban megjelent Magyar barlangtani bibliográfia barlangnévmutatójában meg van említve a Pilis hegységben lévő üreg Holdvilág-árki-vizesés alatti barlangnyilás néven. A barlangnévmutatóban meg van említve 2 irodalmi mű, amelyek foglalkoznak az üreggel.

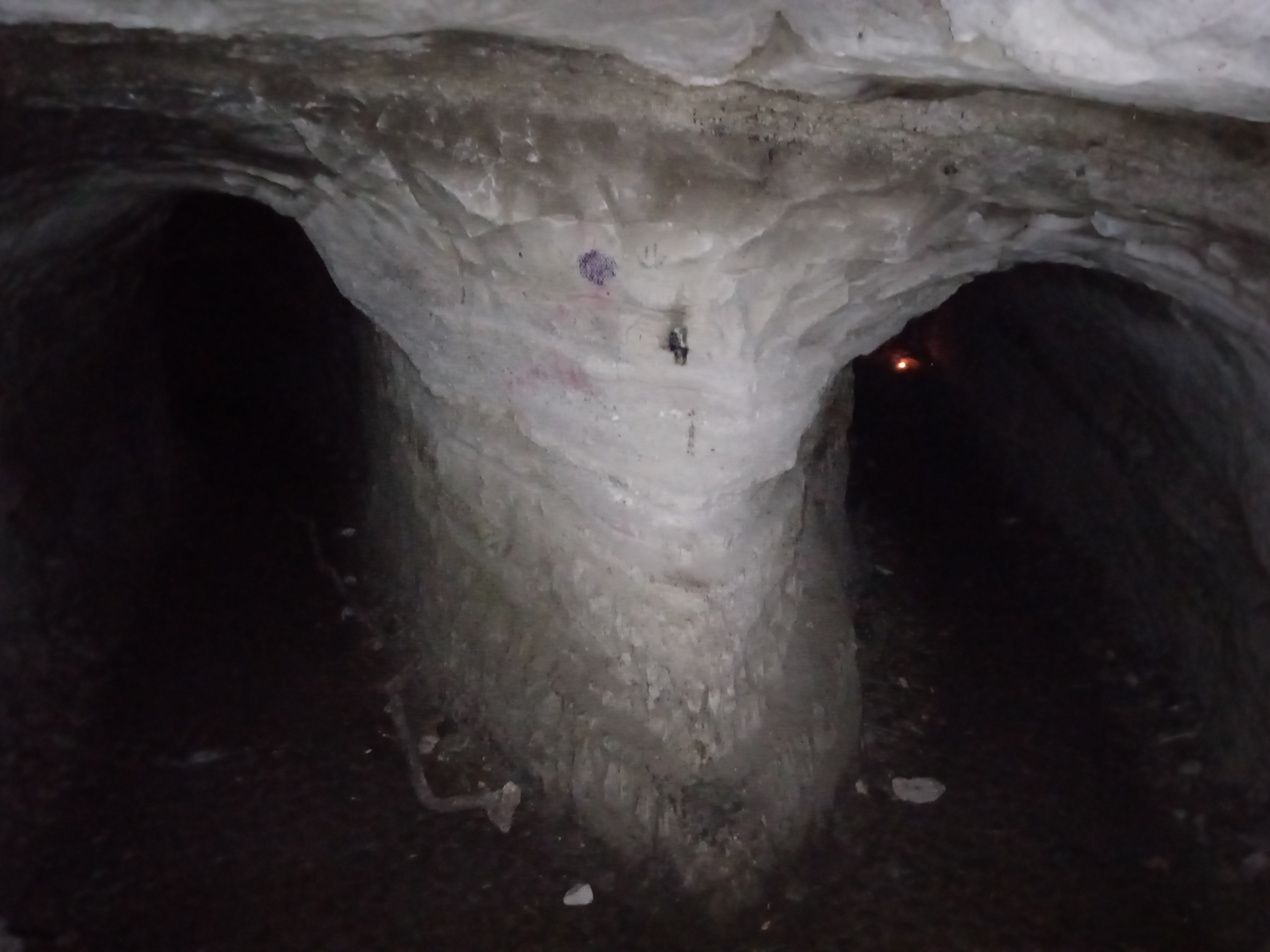
Az üregben lévő két járat elágazása

Az 1980. évi MKBT Beszámolóban megjelent a Békásmegyeri Barlangkutató Csoport 1980. évi jelentése, amely szerint egy Krisztus monogram (Krisztus nevének görög kezdőbetűi) figyelhető meg az Y-ágú-barlang elágazásánál lévő mennyezet közepén található meredek letörésben. A csoport feltételezte, hogy az Y-ágú-barlang (vízesés előtti üreg) falain rovásírás, vagy másfajta, ismeretlen jelek sokasága van. Csak szakemberek által végzett alapos vizsgálat tudja eldönteni, hogy a feltételezés helyes, vagy ezek csak vésőnyomok véletlen játékai. A csoporttagok elképzelése szerint minden bizonnyal ugyanakkor hozták létre a három különálló, mesterséges üreget (Y-ágú-barlang, Vízesés-alatti-barlang és Weislich-barlang). Ezt jelzi az üregek azonos belmérete és az üregek kialakításának véséstechnikája.
A tagok még nem tudják megmagyarázni, hogy miért lettek kialakítva a mesterséges barlangokon kívül, szálkőzeten lévő, szabályos, kerek, nem mély, vízszintes lyukak, amelyek a Weislich-barlang előtti járószint felett, valamint a vízesésétől balra vannak. Ezekbe valószínűleg egy csigarendszer vízszintes tartógerendáinak végei lettek beágyazva, hogy az üregek készítésekor kitermelt kőzetet a felszínre lehessen szállítani. Véletlenül felfedeztek egy 10 cm átlagvastagságú, több méter hosszan húzódó morzsalékos réteget, amely két vulkáni réteg közé ágyazódott be. Ez a réteg másodlagos gyémántot (gránát) tartalmaz. A gránát színe barna, átmérője 2–3 m. Ebből kb. 20–25 db található 1 kg kőzetben. Az Y-ágú-barlang térd- és derékmagasságban kettészeli ezt a réteget. Az üreg mindkét ágában folytatódik a rétegvonal, sőt, az üregen belül több réteg is megfigyelhető, amelyek egymással párhuzamosak. Mivel keménysége miatt (az üveget karcolja) minden bizonnyal alkalmas díszítőelemnek és ipari felhasználásra, ezért lehet, hogy összefüggés van a mesterséges barlangok készítése és egy esetleges korabeli bányaművelés között.

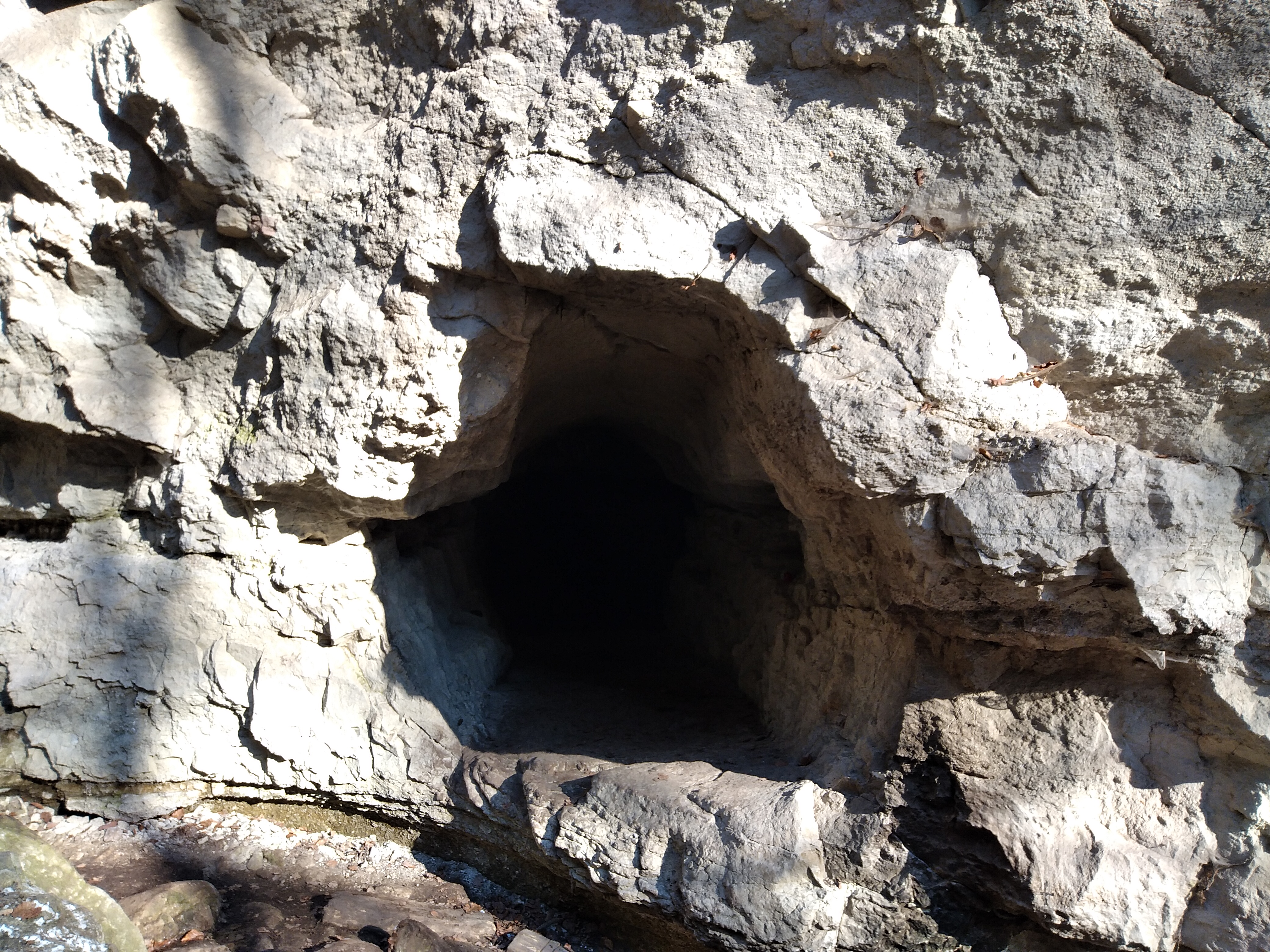
Az Y-ágú-barlang bejárata

Az 1986-ban napvilágot látott, Magyarország régészeti topográfiája című könyvben az van írva, hogy a Holdvilág-árok egyik emlékcsoportja a mesterséges barlangokból áll. Ezek egyike az Y alakú barlang, amely az időszakos vízesés mellett található. A majdnem vízszintes üreg 2–2,5 m magas, 2 m széles, főága 22 m hosszú. Kora középkori fémbányászat nyomainak véli Erdélyi István is a Holdvilág-árokban lévő tárókat (Y-ágú-barlang, Vízesés-alatti-barlang és Weislich-barlang).
Az Eszterhás István által írt, Magyarország nemkarsztos barlangjainak lajstroma című, 1993-ban készült kéziratban az olvasható, hogy a Pomázon elhelyezkedő Y-águ-barlang andezitagglomerátumban lett kialakítva. A mesterségesen létrehozott, barlangnak nevezett üreg kb. 40 m hosszú és 1,5 m magas. Az összeállításban fel van sorolva az a Magyarországon, nem karsztkőzetben kialakult, létrehozott 520 objektum (478 barlang és 42 mesterséges üreg), amelyek 1993 végéig ismertté váltak. Magyarországon 53 barlang, illetve mesterségesen létrehozott, barlangnak nevezett üreg alakult ki, lett kialakítva andezitagglomerátumban. A Visegrádi-hegységben 5 mesterségesen létrehozott, barlangnak nevezett üreg lett kialakítva nem karsztkőzetben.
A 2001. november 12-én készült, Magyarország nemkarsztos barlangjainak irodalomjegyzéke című kézirat barlangnévmutatójában szerepel az Y-ágú-barlang. A barlangnévmutatóban fel van sorolva 22 irodalmi mű, amelyek foglalkoznak az üreggel. A 364., a 366. és a 458. tételek nem említik, a 363., a 365. és a 457. tételek említik. A 2005-ben megjelent, Magyar hegyisport és turista enciklopédia című könyvben található Holdvilág-árok szócikk szerint a Holdvilág-árok középső részén van a Weislich-barlang és több más üreg. Szintén az árok alsóbb szakaszán lévő barlangban van egy ősemberi kultuszhely. A 2013-ban publikált és Varga Gábor által írt tanulmányban a Pest megyében lévő Pomázon elhelyezkedő és 11257 lelőhely-azonosítójú Holdvilág-árok a mesterséges üregként nyilvántartott régészeti lelőhelyek közé van sorolva.
A 2014. évi Karsztfejlődésben megjelent tanulmányban az olvasható, hogy vannak barlangszerű, de mesterséges üregek a Visegrádi-hegységben, melyeket többnyire barlangnak is neveznek. Hét ilyen mesterséges üreg ismert 532 m hosszúságban. Legnagyobb jelentőséggel bír a pomázi Holdvilág-árok mesterségesen készített három ürege: az Y-ágú-barlang, a Weislich-barlang és a Vízesés-alatti-barlang. Nagy sajtóvisszhangot kapott az ásatások értékelése miatt a Holdvilág-árok mesterséges három ürege. A Széchy Dénes-barlang és a Holdvilág-árokban található három üreg (Y-ágú-barlang, Weislich-barlang, Vízesés-alatti-barlang) előterének régészeti ásatásával ókori, középkori és kora újkori leleteket fedeztek fel. Az Y-ágú-barlang falaira napjaink jelképei, graffitik vannak festve. A Visegrádi-hegység barlangszerű, de mesterséges 7 üregének egyike a Pomázon lévő, 32,1 m hosszú és 2,2 m magas üreg. A publikációhoz mellékelt, a Visegrádi-hegység 10 m-nél hosszabb barlangjainak elhelyezkedését bemutató ábrán látható az üreg földrajzi elhelyezkedése. A helyszínrajzot Eszterhás István szerkesztette.

## További irodalom
- Bresztovszky Ede: Ezeréves sziklasír egy pomázi völgyben. Nagy Budapest, 1941. június 27. (4. évf. 24. sz.) 3–4. old.
- Incze Attila: Ércesedési nyomok vizsgálata a Visegrádi-hegységben. Kézirat, szakdolgozat a JATE-n, Szeged. 1990.
- Mihály Péter: A Pest megyei kaptárkövek topográfiája. Studia Comitatensia – Tanulmányok Pest megye múzeumaiból, 3. 1975. 37–38., 47., 52. old.
- Nováki Gy.: Archáologische denkmáler der eisenverhüttung in Nordostungarn aus dem X.–XII. jahrhundert. Acta Archaeologica Academiae Scientiarum Hungaricae, 1969. (21. köt.) 304., 330. old.